# Sárbogárd

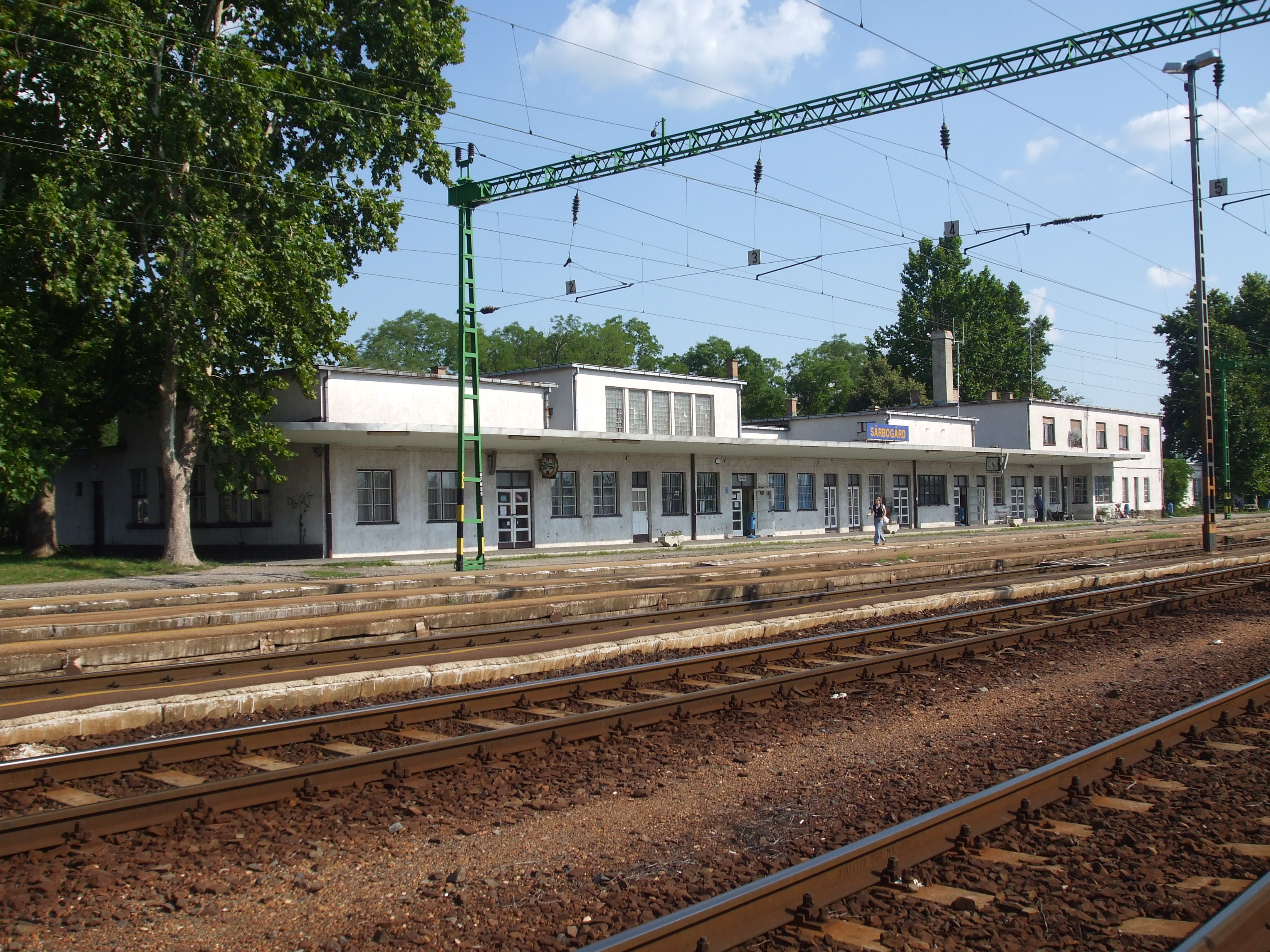
Järnvägsstationen i Sárbogárd.

Sárbogárd är en stad i provinsen Fejér i Ungern. Orten är en järnvägsknut. En dubbelspårig bana går härifrån till Budapest.